# Alleima
Alleima AB (tidigare Sandvik Materials Technology) är en globalt verksam tillverkare och utvecklare av högförädlade rostfria stål och speciallegeringar samt produkter för industriell värmning. Alleima noterades som ett självständigt bolag på Nasdaq Stockholm den 31 augusti 2022.
Under 2021 hade Alleima, med huvudkontor i Sandviken, Sverige, en omsättning på 13,8 miljarder kronor, mer än 5 500 medarbetare och kunder i omkring 90 länder.

## Divisioner
Alleima har tre divisioner; Tube, Kanthal och Strip.

### Tube
Tube utvecklar och tillverkar sömlösa rör och andra långa produkter av avancerat rostfritt stål och speciallegeringar.

### Kanthal
Kanthal är en leverantör av produkter och tjänster inom industriell värmning och motståndsmaterial och tillhandahåller material för elektrisk värmning, temperaturavkänning och värmebeständiga applikationer. Kanthal tillverkar även ultratunn tråd av rostfritt stål och ädelmetaller för medicinska och elektroniska produkter.

### Strip
Strip utvecklar och tillverkar precisionsbandstål främst till kundsegmenten konsument, medicinteknik, industri och transport. Exempel på viktiga konsumentprodukter är kniv-, doktorblad, rakbladsstål och kompressorventilstål.
Alleima tillverkar också bandstål till bränslecellsteknologi för bilar, lastbilar och vätgasproduktion.

## Historia
Alleimas ursprung går tillbaka till 1862 när företaget Sandvikens Jernverk. 1880 blev Bolaget den ledande leverantören av kallvalsade bandstål och slät tråd och 1888 påbörjades leveransen av sömlösa stålrör (rör utan några svetsfogar) till den nya kraftindustrin.
Tillverkningen av rostfritt stål inleddes 1921. Redan då smältes skrot från bolagets egen stålproduktion ned på nytt i den vid tiden nya induktionsugnen. 
Alleima noterades som ett självständigt bolag på Nasdaq Stockholm den 31 augusti 2022.